# Platylygus crinitus
Platylygus crinitus är en insektsart som beskrevs av Kelton 1970. Platylygus crinitus ingår i släktet Platylygus och familjen ängsskinnbaggar. Inga underarter finns listade i Catalogue of Life.